# 로댕 미술관 (필라델피아)

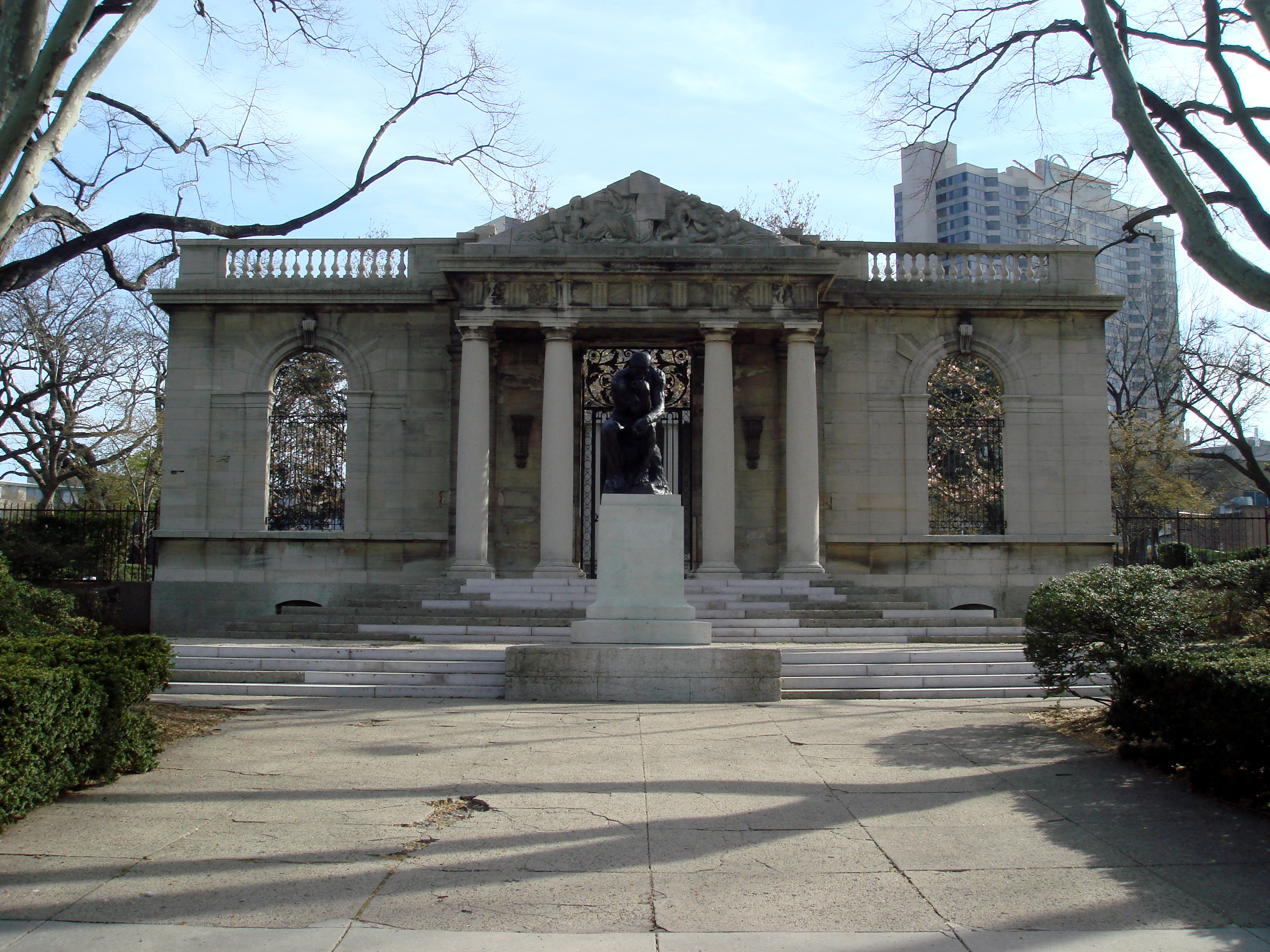
로댕 미술관

로댕 미술관(Rodin Museum)은 미국 펜실베이니아주 필라델피아에 위치한 미술관이다. 로댕의 조각 작품들이 전시되어 있다.